# أرونا ، بيدمونت
أرونا، (النطق الإيطالي: [أروينا] ؛ بيدمونتيس: آرون-أ [أرا]؛ لومبارد الغربية: أرونا [أرونا]) هي بلدة ومدينة على بحيرة ماجوري، في مقاطعة نوفارا (شمال إيطاليا). نشاطها الاقتصادي الرئيسي هو السياحة، وخاصة من ميلانو وفرنسا وألمانيا.

## التاريخ
أظهرت الاكتشافات الأثرية أن منطقة ما يعرف اليوم بأرونا قد استوطنت من القرن الثامن عشر إلى الثالث عشر قبل الميلاد. في وقت لاحق كانت في حيازة الكلت والرومان واللومبارديين.
في القرن الحادي عشر، تم بدأ الدير البينديكتيني للقديسين غراتيانوس والشهداء فيلينوس.
بعد تضييق وتدمير ميلانو عام 1162 من الإمبراطور فريدريك بربروسا، ذهب العديد من المنفيين إلى أرونا.
في وقت لاحق كانت المدينة في حيازة تورياني و(من 1277) لعائلات فيسكونتي. في أوائل القرن الرابع عشر، أصبحت المدينة بلدية حرة تحت سيادة الدير. في عام 1439 سيطرعليها فيتاليانو بوروميو، ونتيجة لذلك، سيطرت عليها أسرة بوروميو.

## المعالم السياحية الرئيسية
تشمل مناطق الجذب الرئيسية في أرونا:

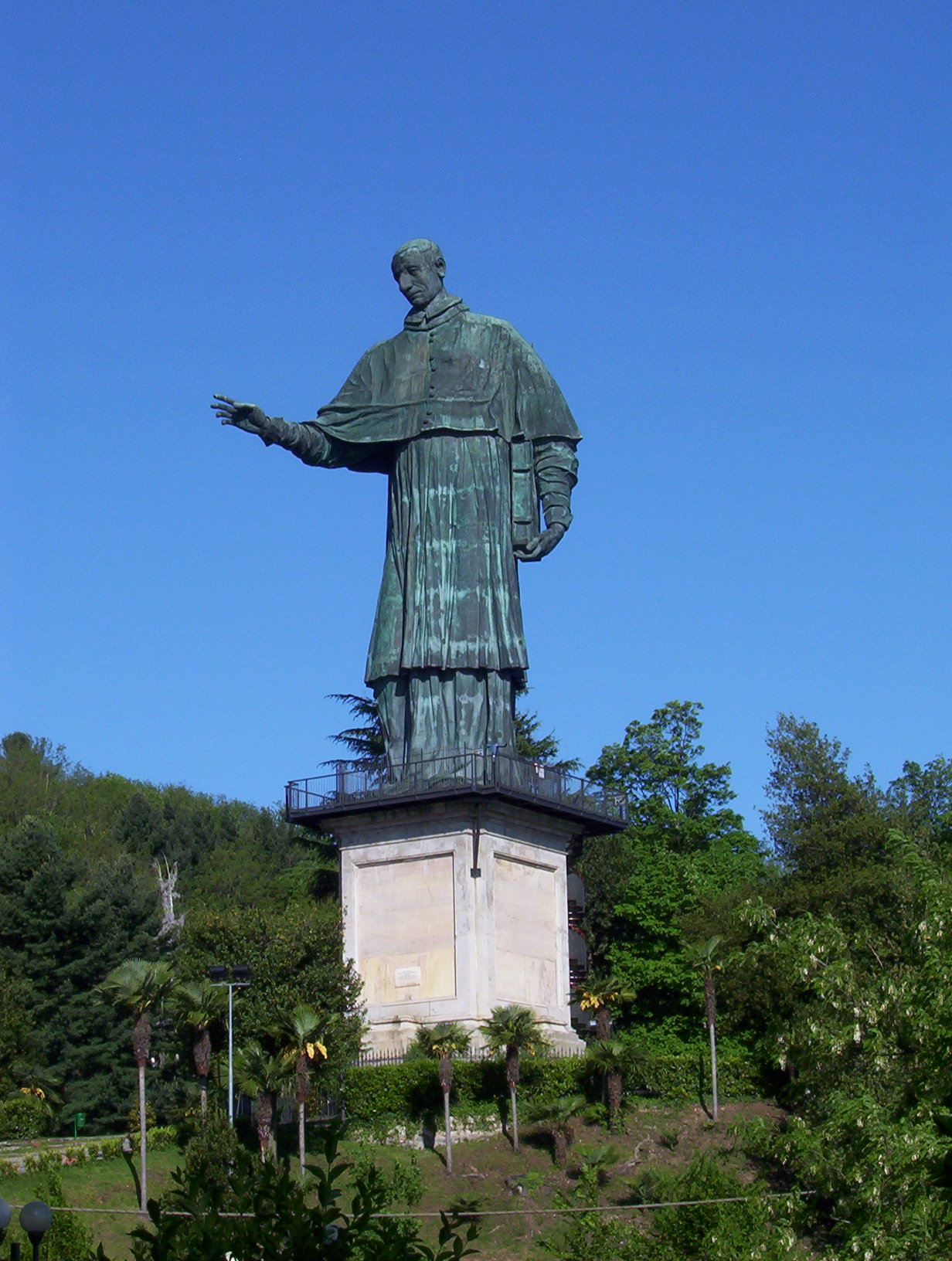
تمثال سانكارلون الشهير ، وهو تمثال عملاق للقديس تشارلز بوروميو

- سانكارلون، تم إنشاء هذا التمثال العملاق للقديس تشارلز بوروميو من قبل الكاردينال فيديريكو بوروميو، وبدأ البناء في عام 1614، واكتمل في عام 1698. على 35.10 متر (115.2 قدم) كان أكبر تمثال برونزي قائم في العالم، ولا يزال في المرتبة الثانية بعد تمثال الحرية . يقال أن المهندسين المعماريين الذين يقفون وراء تمثال الحرية استشاروا مخططات Sancarlone عند وضع مخططاتهم الخاصة. كان المقصود من التمثال أن يكون جزءًا من مجمع من المباني والكنائس الصغيرة التي تحتفل بحياة القديس تشارلز، حيث تم الانتهاء من ثلاث كنائس فقط. بجانب التمثال توجد كاتدرائية القرن السابع عشر وقصر رئيس الأساقفة السابق. يمكن رؤية نسخة أصغر من التمثال، Sancarlino، في كورسو كافور في المدينة.
- La Rocca ("القلعة") هي حديقة مملوكة لعائلة Borromeo. كانت الحديقة تحتوي على قلعة أرونا، التي دمرتها الجيوش النابليونية، وكانت مسقط رأس القديس تشارلز بوروميو نفسه. الحديقة مفتوحة للجمهور بحرية وهي مفضلة للعديد من السكان المحليين؛ يتم الاحتفاظ بالعديد من الحيوانات في شبه أسر في مناطق مختلفة من الحديقة.
- يوفر Lungolago ("البحيرة") إطلالة على القلعة على الشاطئ المقابل، و Rocca Borromeo di Angera والبحيرة وجبال الألب. أصبحت السباحة في بحيرة ماجوري ممكنة الآن، بعد سنوات من التلوث. قامت هذه المجموعة بتجديد الشاطئ بالقرب من ساحة Piazza del Popolo في وسط المدينة، ويسمى Le Rocchette ("الصخور الصغيرة").
- كوليجياتا ديلا ناتيفيتا دي ماريا فيرجين (1482) - الكنيسة بها لوحات لحياة العذراء مريم بقلم بيير فرانشيسكو مازوتشيلي، المعروف أيضًا باسم مورازوني، والعائلة المقدسة لغاودينزيو فيراري.
- سانتي مارتيري

تعتبر فرازيوني ميركوراجو وطن لمنتزه لاغوني، وهي منطقة محمية منها مستنقع الخث والمراعي المتخصصة لتربية الخيول الأصيلة ومنطقة الغابات. ويوجد هناك بعض الاكتشافات الأثرية من العصر البرونزي، ويتضمن العجلات القديمة.

## المواصلات

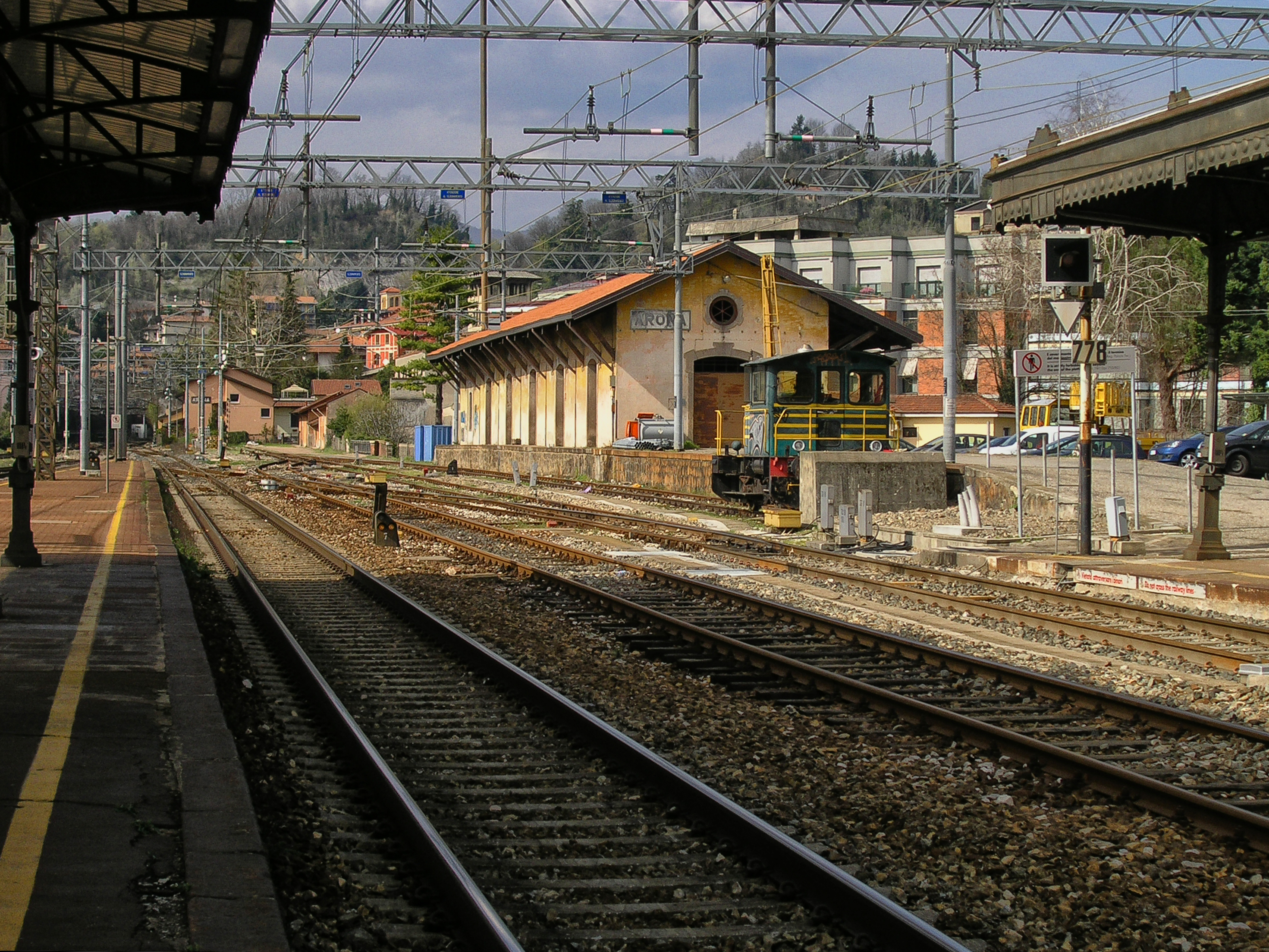
محطة القطار

تقع أرونا على بعد 25 كيلومترًا (16 ميلاً) شمال مطار مالبينسا الدولي في ميلانو ، وهي في الحقيقة أقرب من ميلانو نفسها. كما أنه مرتبط بشبكة السكك الحديدية ، لأنه أحد المحطات الرئيسية في الرابط المهم بين ميلان وسويسرا الذي يمر دومودوسولا (وصلة موازية أخرى تنتقل عبر كومو). أرونا هي أيضًا المحطة الأخيرة لخطين صغيرين للسكك الحديدية ، يربط بين أرونا ونوفارا وسانثيا ؛ يستخدم الأخير قطارات ديزل أحادية السيارة.
نظرا لحجم المدينة، لا توجد وسائل النقل العام، ولكن بعض شركات الحافلات ربط المدينة ل فرازيوني لها من Dagnente، كامبانيا، ميركوراجو و مونتريجياسكو، والبلديات المجاورة.
تقع أرونا بالقرب من ملتقى الطرق السريعة ، ومن هناك يستطيع للمرء الذهاب إلى ميلان وجنوة وغرافيلونا توتشي (عندما يصبح الطريق السريع طريقًا سريعًا بسيطًا إلى دومودوسولا ويستمر إلى سويسرا). في حين يوجد مخرج للطريق السريع له اسم أرونا، فإن الخروج في كاستيليتو تيتشينو عادة ما يكون أكثر مناسبة للمسافر القادم من اتجاه ميلانو.
يقع المقر الرئيسي لشركة Navigazione Lago Maggiore (شركة عبارات بحيرة ماجيوري) في أرونا ، بالقرب من بعض مع حوض بناء السفن الخاص بها. أرونا هو الميناء الجنوبي على بحيرة ماجوري ، والتنقل بالقارب أو القارب المحلق متاح له الفرصة على جانبي البحيرة إلى مدينة لوكارنو السويسرية.

## البلديات المحيطة
- أوليجيو كاستيلو
- مينا
- كومينياغو
- دورميليتو

## المدن التوأم - المدن الشقيقة
- Compiègne, France
- Arona, Spain
- Huy, Belgium

## روابط خارجية
- الموقع الرسمي
- Arona.net بوابة خاصة
- AronanelWeb ، تاريخ وأحداث المدينة
- اكتشف أرونا، معلومات محلية